# Caterina Scarpellini
Caterina Scarpellini   (Foligno, 29 d'octubre de 1808 - Roma, 28 de novembre de 1873), va ser una astrònoma i meteoròloga italiana.
Nascuda a Foligno el 29 d'octubre de 1808, Scarpellini es va traslladar a Roma als 18 anys. Allí va ser ajudant del seu oncle, el científic, professor de física a la Universitat La Sapienza i director de l'Observatori Romà del Campidoglio Feliciano Scarpellini. Exclosa com estava de la universitat pel fet de ser dona, va ser ell qui li va facilitar la formació en el camp de l'astronomia i en l'ús dels diferents instruments astronòmics, la mateixa instrucció que rebien els estudiants masculins d'òptica i astronomia de la Universitat romana.
En morir el seu oncle, al 1840, ella va rebre en la meitat del seu patrimoni, inclosos els instruments i màquines científiques, la biblioteca o el mobiliari, l'arxiu privat i el de l'Accademia dei Lincei, de la qual l'oncle havia estat secretari. Però la impossibilitat que les dones ocupessin càrrecs públics va fer que no pogués continuar treballant en el que havia fet fins aleshores, si no era sota la tutela del seu marit, que en va ser nomenat custodi.
També va ser membre corresponent de la Accademia dei Georgofili a Florència.
Va descobrir un cometa l'1 d'abril de 1854 i va establir una estació meteorològica a Roma el 1856. En 1872 va obtenir el reconeixement del govern italià per la seva feina. Va morir el 28 novembre de l'any següent.
Un dels cràters de Venus porta el seu nom.